# Guzmania musaica
Guzmania musaica är en gräsväxtart som först beskrevs av Jean Jules Linden och Éduard-François André, och fick sitt nu gällande namn av Carl Christian Mez. Guzmania musaica ingår i släktet Guzmania och familjen Bromeliaceae. Inga underarter finns listade i Catalogue of Life.

## Bildgalleri

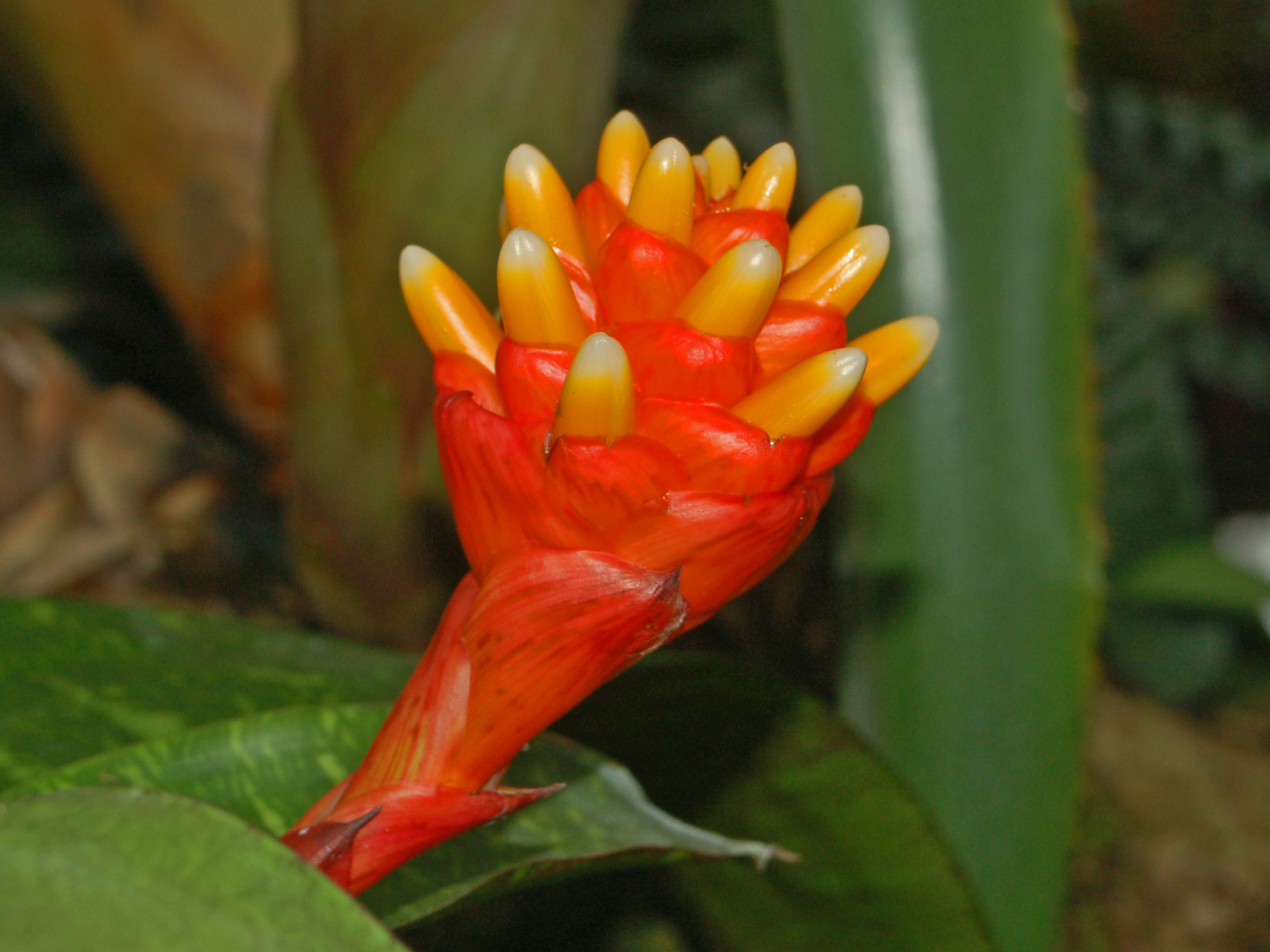
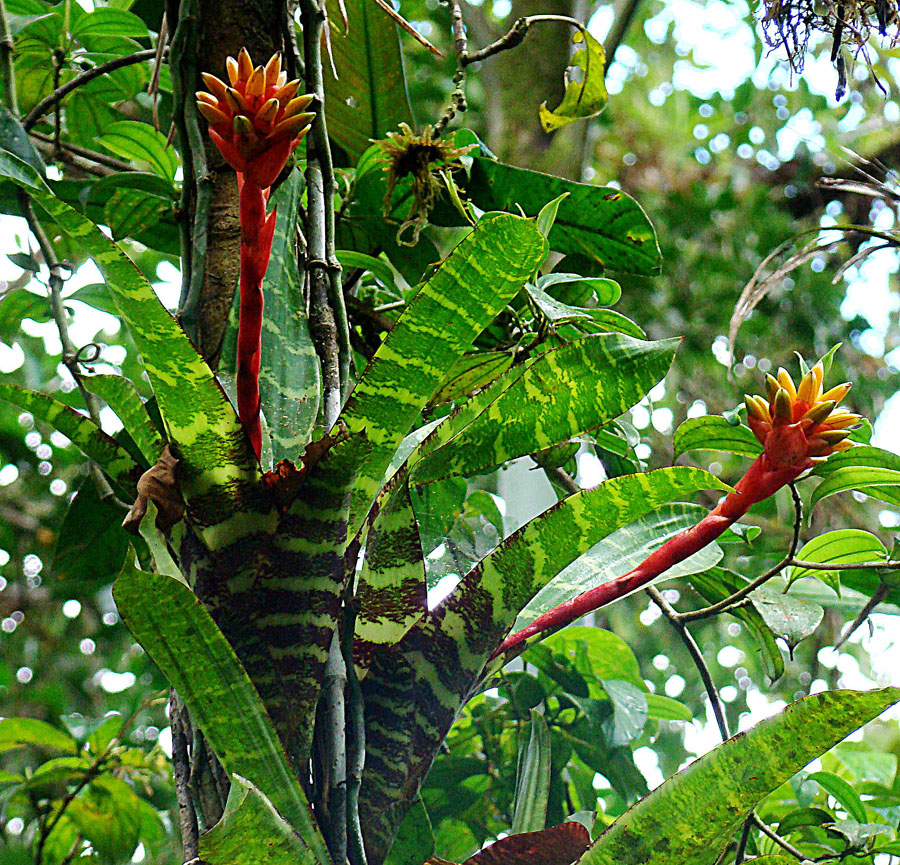
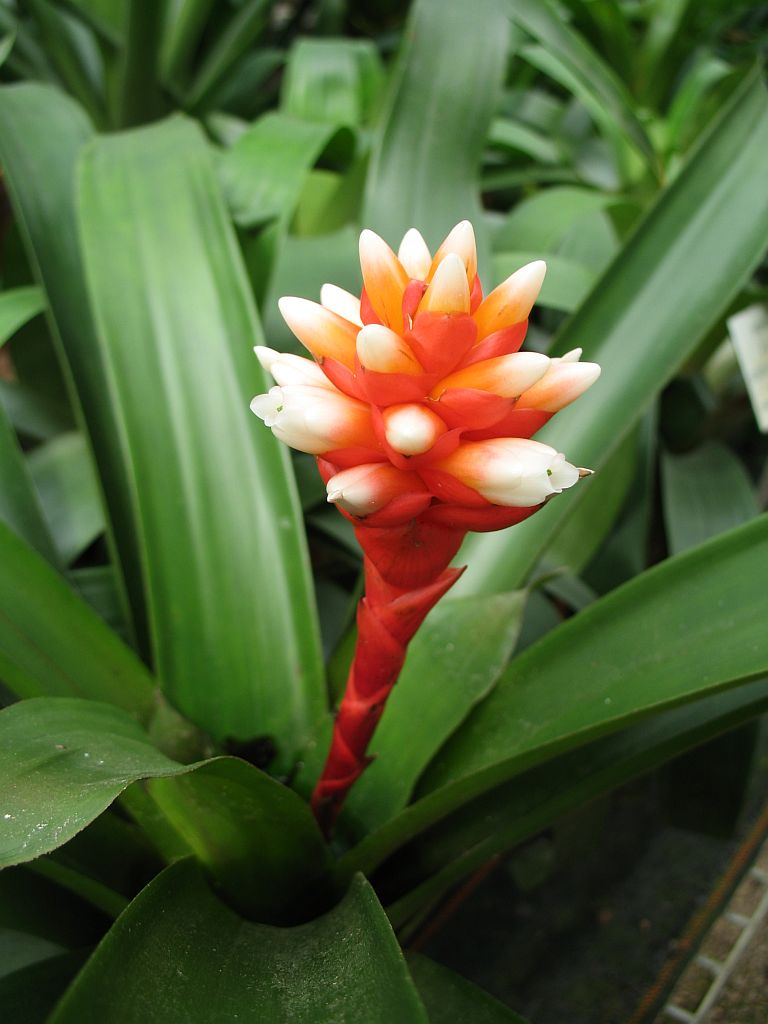
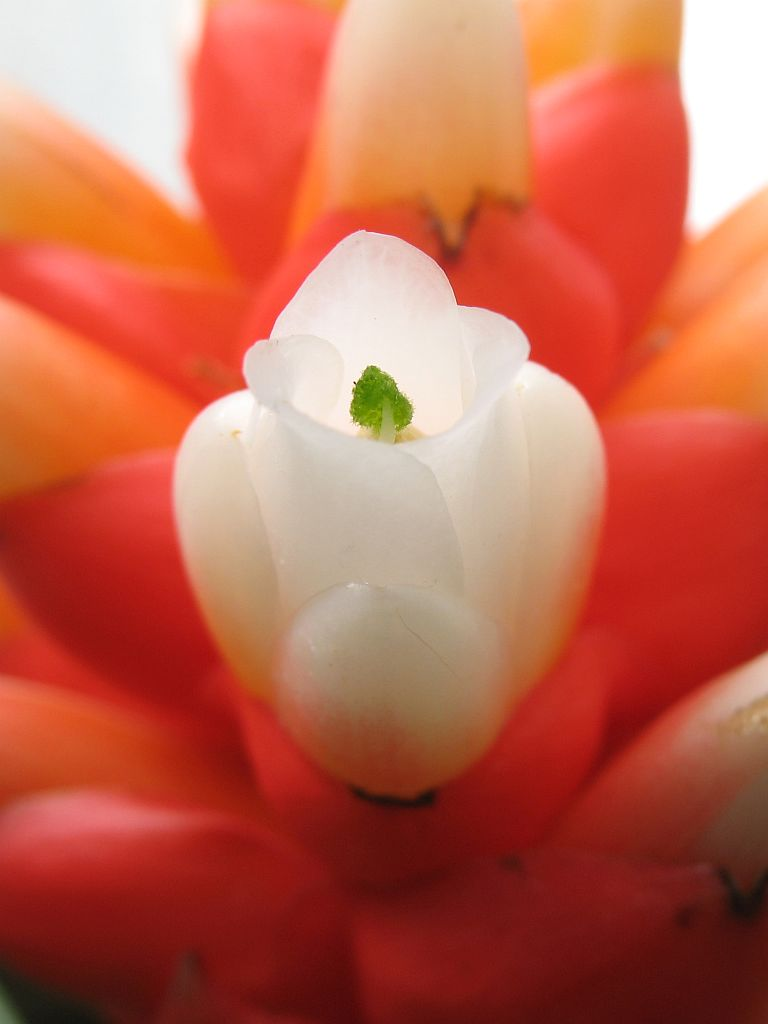